# 本田太一
本田太一（日语：ほんだ たいち，1998年8月2日—）是一位日本男子花樣滑冰選手。

## 生平
本田太一出生於京都府京都市。目前就讀關西大學高等部。

## 家族
本田太一家中有5個兄妹，他排行老二，老大姊姊本田真帆。二女本田真凜、三女本田望結、四女本田紗來都在學習花樣滑冰，本田望結也是演員。